# 48. Primetime Emmy-gála
A 48. Primetime Emmy-gála során az 1995 és 1996 között főműsoridőben bemutatott, amerikai televíziós programokat értékelték. A jelölteket az Academy of Television Arts & Sciences választotta ki. A Los Angeles-i Pasadena Civic Auditoriumban tartott ceremóniát az ABC közvetítette 1996. szeptember 8-án. A műsor házigazdái Michael J. Fox, Paul Reiser és Oprah Winfrey voltak.

## Győztesek és jelöltek
A nyertesek félkövérrel jelölve.

### Műsorok
| Legjobb vígjátéksorozat | Legjobb drámasorozat |
| --- | --- |
| - Frasier – A dumagép (NBC) - Jóbarátok (NBC) - The Larry Sanders Show (HBO) - Megőrülök érted (NBC) - Seinfeld (NBC)                                                                     | - Vészhelyzet (NBC) - Chicago Hope Kórház (CBS) - Esküdt ellenségek (NBC) - New York rendőrei (ABC) - X-akták (Fox)                                                                                          |
| Legjobb varietésorozat | Legjobb varieté különkiadás |
| - Dennis Miller Live (HBO) - Late Show with David Letterman (CBS) - Muppets Tonight (ABC) - Politically Incorrect with Bill Maher (Comedy Central) - The Tonight Show with Jay Leno (NBC) | - The Kennedy Center Honors: A Celebration of the Performing Arts (CBS) - 68. Oscar-gála (ABC) - The Best of Tracey Takes On... (HBO) - Dennis Miller: Citizen Arcane (HBO) - Sinatra: 80 Years My Way (ABC) |
| Legjobb tévéfilm | Legjobb minisorozat |
| - Truman (HBO) - Almost Golden: The Jessica Savitch Story (Lifetime) - The Heidi Chronicles (TNT) - Médiaharc (HBO) - A 99-es alakulat (HBO)                                              | - Gulliver utazásai (NBC) - Andersonville (TNT) - Hiroshima (Showtime) - Mózes (TNT) - Büszkeség és balítélet (A&E)                                                                                          |

### Színészek

#### Főszereplők
| Legjobb férfi főszereplő (vígjátéksorozat) | Legjobb női főszereplő (vígjátéksorozat) |
| --- | --- |
| - John Lithgow (Dr. Dick Solomon) - Űrbalekok (NBC) (Epizód: "Dick Smoker") - Kelsey Grammer (Dr. Frasier Crane) - Frasier – A dumagép (NBC) (Epizód: "Újra hazamehetsz") - Paul Reiser (Paul Buchman) - Megőrülök érted (NBC) (Epizód: "Dream Weaver") - Jerry Seinfeld (Jerry Seinfeld) - Seinfeld (NBC) (Epizód: "The Gum") - Garry Shandling (Larry Sanders) - The Larry Sanders Show (HBO)                                              | - Helen Hunt (Jamie Buchman) - Megőrülök érted (NBC) (Epizód: "The Finale") - Ellen DeGeneres (Ellen Morgan) - Ellen (ABC) (Epizód: "Witness") - Fran Drescher (Fran Fine) - A dadus (CBS) (Epizód: "The Hockey Show") - Patricia Richardson (Jill Taylor) - Házi barkács (ABC) (Epizód: "The Longest Day") - Cybill Shepherd (Cybill Sheridan) - Cybill (CBS) (Epizód: "When You're Hot, You're Hot")                                    |
| Legjobb férfi főszereplő (drámasorozat) | Legjobb női főszereplő (drámasorozat) |
| - Dennis Franz (Andy Sipowicz) - New York rendőrei (ABC) (Epizód: "Closing Time") - Andre Braugher (Frank Pembleton) - Gyilkos utcák (NBC) (Epizód: "For God and Country") - George Clooney (Doug Ross) - Vészhelyzet (NBC) (Epizód: "Egyszer fenn, egyszer lenn") - Anthony Edwards (Mark Greene) - Vészhelyzet (NBC) (Epizód: "Éjszakai ügyelet") - Jimmy Smits (Bobby Simone) - New York rendőrei (ABC) (Epizód: "A Death in the Family") | - Kathy Baker (Jill Brock) - Kisvárosi rejtélyek (CBS) (Epizód: "Bottled") - Gillian Anderson (Dr. Dana Scully) - X-akták (Fox) (Epizód: "Piper Maru") - Christine Lahti (Dr. Kate Austin) - Chicago Hope Kórház (CBS) (Epizód: "Transzplantált érzelem") - Angela Lansbury (Jessica Fletcher) - Gyilkos sorok (CBS) (Epizód: "Rádiós gyilkosság") - Sherry Stringfield (Dr. Susan Lewis) - Vészhelyzet (NBC) (Epizód: "Törött szárnyak") |
| Legjobb férfi főszereplő (minisorozat vagy különkiadás) | Legjobb női főszereplő (minisorozat vagy különkiadás) |
| - Alan Rickman (Grigorij Jefimovics Raszputyin) - Raszputyin (HBO) - Alec Baldwin (Stanley Kowalski) - A vágy villamosa (CBS) - Beau Bridges (Richard Nixon) - Kissinger és Nixon (TNT) - Laurence Fishburne (Hannibal Lee) - A 99-es alakulat (HBO) - Gary Sinise (Harry S. Truman) - Truman (HBO) | - Helen Mirren (Jane Tennison) - Prime Suspect IV: Scent of Darkness (PBS) - Ashley Judd (Norma Jean Dougherty) - Norma Jean és Marilyn (HBO) - Jessica Lange (Blanche DuBois) - A vágy villamosa (CBS) - Mira Sorvino (Marilyn Monroe) - Norma Jean és Marilyn (HBO) - Sela Ward (Jessica Savitch) - Almost Golden: The Jessica Savitch Story (Lifetime)                                                                                 |
| Legjobb egyedülálló alakítás varieté vagy zenés műsorban | |
| - Tony Bennett – Tony Bennett Live By Request: A Valentine Special (A&E) - Ellen DeGeneres – 38. Grammy-gála (CBS) - Whoopi Goldberg – 68. Oscar-gála (ABC) - Tracey Ullman – The Best of Tracey Takes On... (HBO) - Robin Williams – Comic Relief VII (HBO) | |

#### Mellékszereplők
| Legjobb férfi mellékszereplő (vígjátéksorozat) | Legjobb női mellékszereplő (vígjátéksorozat) |
| --- | --- |
| - Rip Torn (Arthur) - The Larry Sanders Show (HBO) (Epizód: "Arthur After Hours", "The P.A.") - Jason Alexander (George Costanza) - Seinfeld (NBC) (Epizód: "The Pool Guy", "The Invitations") - David Hyde Pierce (Dr. Niles Crane) - Frasier – A dumagép (NBC) (Epizód: "Amikor utoljára láttam Maris-t", "Holdfénytánc") - Michael Richards ([[Cosmo Kramer) - Seinfeld (NBC) (Epizód: "The Pool Guy", "The Wait Out") - Jeffrey Tambor (Hank Kingsley) - The Larry Sanders Show (HBO) (Epizód: "Hank's New Assistant", "Nothing Personal")        | - Julia Louis-Dreyfus (Elaine Benes) - Seinfeld (NBC) (Epizód: "The Soup Nazi", "The Wait Out") - Christine Baranski (Maryann Thorpe) - Cybill (CBS) (Epizód: "A Who's Who for What's His Name", "Wedding Bell Blues") - Janeane Garofalo (Paula) - The Larry Sanders Show (HBO) (Epizód: "Conflict of Interest", "I Was a Teenage Lesbian") - Jayne Meadows (Alice Morgan-DuPont-Sutting-Cushing-Ferruke) - High Society (CBS) (Epizód: "Family Val's", "Alice Doesn't Pump Here Anymore") - Renée Taylor (Sylvia Fine) - A dadus (CBS) (Epizód: "Where's the Pearls?", "The Cantor Show") |
| Legjobb férfi mellékszereplő (drámasorozat) | Legjobb női mellékszereplő (drámasorozat) |
| - Ray Walston (Henry Bone) - Kisvárosi rejtélyek (CBS) (Epizód: "Witness for the Prosecution", "My Romance") - Héctor Elizondo (Dr. Phillip Watters) - Chicago Hope Kórház (CBS) (Epizód: "A Coupla Stiffs", "Sweet Surrender") - James McDaniel (Arthur Fancy) - New York rendőrei (ABC) (Epizód: "The Backboard Jungle", "Cold Heaters") - Stanley Tucci (Richard Cross) - Murder One (ABC) (Epizód: "Chapter One", "Chapter Twenty") - Noah Wyle (Dr. John Carter) - Vészhelyzet (NBC) (Epizód: "A dolgok rendje", "John Carter, általános orvos") | - Tyne Daly (Alice Henderson) - Christie (CBS) (Epizód: "Echoes", "The Road Home") - Barbara Bosson (Miriam Grasso) - Murder One (ABC) (Epizód: "Chapter Eighteen", "Chapter Twenty") - Sharon Lawrence (Sylvia Costas) - New York rendőrei (ABC) (Epizód: "Auntie Maimed", "Closing Time") - Julianna Margulies (Carol Hathaway) - Vészhelyzet (NBC) (Epizód: "Otthon", "A gyógyítók sorsa") - Gail O'Grady (Donna Abandando) - New York rendőrei (ABC) (Epizód: "Auntie Maimed", "A Death in the Family")                                                                                 |
| Legjobb férfi mellékszereplő (minisorozat vagy különkiadás) | Legjobb női mellékszereplő (minisorozat vagy különkiadás) |
| - Tom Hulce (Peter Patrone) - The Heidi Chronicles (TNT) - Andre Braugher (Benjamin O. Davis) - A 99-es alakulat (HBO) - John Goodman (Harold 'Mitch' Mitchell) - A vágy villamosa (CBS) - Ian McKellen (II. Miklós orosz cár) - Raszputyin (HBO) - Treat Williams (Michael Ovitz) - Médiaharc (HBO) | - Greta Scacchi (Alekszandra cárné) - Raszputyin (HBO) - Kathy Bates (Helen Kushnick) - Médiaharc (HBO) - Diana Scarwid (Bess Truman) - Truman (HBO) - Mare Winningham (Sheila) - The Boys Next Door (CBS) - Alfre Woodard (Brobdingnag királynője) - Gulliver utazásai (NBC) |

### Rendezők
| Legjobb rendező (vígjátéksorozat) | Legjobb rendező (drámasorozat) |
| --- | --- |
| - Jóbarátok (NBC) (Epizód: "A szuperkupa után") – Michael Lembeck - Űrbalekok (NBC) (Epizód: "Pilot") – James Burrows - The Larry Sanders Show (HBO) (Epizód: "Arthur After Hours") – Todd Holland - The Larry Sanders Show (HBO) (Epizód: "I Was a Teenage Lesbian") – Michael Lehmann - Seinfeld (NBC) (Epizód: "The Soup Nazi") – Andy Ackerman | - Chicago Hope Kórház (CBS) (Epizód: "Leave of Absence") – Jeremy Kagan - Vészhelyzet (NBC) (Epizód: "A gyógyítók sorsa") – Mimi Leder - Vészhelyzet (NBC) (Epizód: "Egyszer fenn, egyszer lenn") – Christopher Chulack - Murder One (ABC) (Epizód: "Chapter One") – Charles Haid - New York rendőrei (ABC) (Epizód: "The Backboard Jungle") – Mark Tinker |
| Legjobb rendező (varietésorozat vagy különkiadás) | Legjobb rendező (minisorozat vagy különkiadás) |
| - The Kennedy Center Honors: A Celebration of the Performing Arts (CBS) – Louis J. Horvitz - 68. Oscar-gála (ABC) – Jeff Margolis - Late Show with David Letterman (CBS) – Jerry Foley - Marsalis on Music (PBS) (Epizód: "Sousa to Satchmo") – Michael Lindsay-Hogg - The Tonight Show with Jay Leno (NBC) – Ellen Brown                          | - Andersonville (TNT) – John Frankenheimer - Almost Golden: The Jessica Savitch Story (Lifetime) – Peter Werner - Gulliver utazásai (NBC) – Charles Sturridge - The Heidi Chronicles (TNT) – Paul Bogart - Médiaharc (HBO) – Betty Thomas |

### Forgatókönyvírók
| Legjobb forgatókönyv (vígjátéksorozat) | Legjobb forgatókönyv (drámasorozat) |
| --- | --- |
| - Frasier – A dumagép (NBC) (Epizód: "Holdfénytánc") – Joe Keenan, Christopher Lloyd, Rob Greenberg, Jack Burditt, Chuck Ranberg, Anne Flett-Giordano, Linda Morris, Vic Rauseo - The Larry Sanders Show (HBO) (Epizód: "Arthur After Hours") – Peter Tolan - The Larry Sanders Show (HBO) (Epizód: "Hank's Sex Tape") – Jon Vitti - The Larry Sanders Show (HBO) (Epizód: "Roseanne's Return") – Garry Shandling, Maya Forbes, Steven Levitan - Seinfeld (NBC) (Epizód: "The Soup Nazi") – Spike Feresten | - X-akták (Fox) (Epizód: "Clyde Bruckman végső nyugodalma") – Darin Morgan - Vészhelyzet (NBC) (Epizód: "A gyógyítók sorsa") – John Wells - Vészhelyzet (NBC) (Epizód: "Egyszer fenn, egyszer lenn") – Neal Baer - Murder One (ABC) (Epizód: "Chapter One") – Steven Bochco, Charles H. Eglee, Channing Gibson, Charles H. Eglee, Channing Gibson, Steven Bochco, David Milch - New York rendőrei (ABC) (Epizód: "The Blackboard Jungle") – William L. Morris, David Mills |
| Legjobb forgatókönyv (varietésorozat vagy különkiadás) | Legjobb forgatókönyv (minisorozat vagy különkiadás) |
| - Dennis Miller Live (HBO) - Late Night with Conan O'Brien (NBC) - Late Show with David Letterman Video Special II (CBS) - Politically Incorrect with Bill Maher (Comedy Central) - Tracey Takes On... (HBO) | - Gulliver utazásai (NBC) – Simon Moore - Médiaharc (HBO) – Bill Carter, George Armitage - Pride and Prejudice (A&E) – Andrew Davies - A 99-es alakulat (HBO) – T. S. Cook, Robert Williams, Trey Ellis, Ron Hutchinson, Paris Qualles - Truman (HBO) – Thomas Rickman |

## In Memoriam
A gála "in memoriam" szegmense az alábbi elhunyt személyekről emlékezett meg:
- Martin Balsam
- Erma Bombeck
- George Burns
- John Chancellor
- Vince Edwards
- Herb Edelman
- Ella Fitzgerald
- Gene Kelly
- Dean Martin
- Audrey Meadows
- Greg Morris
- David Opatoshu
- McLean Stevenson
- Jack Weston

## Fordítás
- Ez a szócikk részben vagy egészben  a(z)   48th Primetime Emmy Awards című angol Wikipédia-szócikk fordításán alapul.  Az eredeti cikk szerkesztőit annak laptörténete sorolja fel. Ez a jelzés csupán a megfogalmazás eredetét és a szerzői jogokat jelzi, nem szolgál a cikkben szereplő információk forrásmegjelöléseként.